# Médéa (provins)

Médéas provins i Algeriet

Médéa (arabiska ولاية المدية) är en provins (wilaya) i norra Algeriet. Provinsen har 830 943 invånare (2008). Médéa är huvudort.

## Administrativ indelning
Provinsen är indelad i 19 distrikt (daïras) och 64 kommuner (baladiyahs).